# Аліхова Ганна Епіфанівна
Аліхова Анна Єпіфанівна (13.07.1902, Москва — 30.06.1989, Москва), археолог, кандидат історичних наук (1947).
У 1926-28 роках у складі Антропологічної комплексної експедиції МДУ під керівництвом Б. С. Жукова брала участь у дослідженні археологічних пам'яток мордви — Кужендеєвського, Погибловського, Тоторшевського могильників та інших. Багато років співпрацювала з МНДІМЛІЕ (Мордовський науково-дослідний інститут мови, літератури, історії, економіки). Під її керівництвом були досліджені давньомордовські могильники — Старосотенський (1937-38, 1961-62), Куликовський, Красний Восток (1938), Муранський (1950), Кельгинінський (1964); городища залізної доби — Каргашинське (1938), Паевське (1954), золотоординське місто Мохши (1959-63). Вивчала етногенез мордовського народу.
Автор робіт з хронології мордовської давнини.

## Твори
- Некоторые хронологические и племенные отличия в культуре мордвы конца 1-го и начала 2-го тыс. н. э. // Сов. археология.—1958.— № 2
- Из истории мордвы конца 1-го — начала 2-го тыс. н. э. // Из древней и средневековой истории мордовского народа.— Саранск, 1959
- Некоторые древние городища Мордовской АССР // Там же.